# Vaginamuseum
O Vaginamuseum virtual é um projeto internacional de Internet, fundado pela artista austríaca Kerstin Rajnar em 2014. Ele serve como uma plataforma educacional cultural e científica para pessoas de todas as idades, gêneros e diferentes origens sociais e étnicas.
Consiste em uma galeria virtual e um arquivo virtual contendo informações históricas sobre o sexo feminino e a feminilidade. As várias representações dos órgãos sexuais femininos indicam a existência de um modelo feminino nos sistemas sociais e permitem tirar conclusões quanto à importância da mulher nos diferentes ambientes. Este projeto visa promover a criação artística e o debate sobre o sexo feminino.  O museu é considerado o primeiro a ser dedicado à vagina.